# Jõelähtme (commune)
Jõelähtme (Jõelähtme vald) est une municipalité rurale estonienne située dans la région d'Harju, au nord du pays. Sa superficie s'étend sur 210,86 km2 et sa population se chiffre à 6 319 habitants(01/01/2012). Son chef-lieu administratif se trouve à Jõelähtme, à 20 km à l'est de Tallinn.

## Histoire
La commune, alors paroisse de Jegelecht, a été fondée du temps de l'Empire russe, en 1816, lorsqu'elle faisait partie du gouvernement d'Estland.
Pendant la Seconde Guerre mondiale, des exécutions massives y ont lieu dans des dunes de sable appelées Kalevi-Liiva où un mémorial a été érigé. 6 000 Juifs et Roms sont assassinés par des collaborateurs nazis estoniens sous supervision allemande.
Au cours de la Seconde Guerre mondiale, pendant l'occupation allemande de l'Estonie , le camp de concentration de Jägala y est en activité.

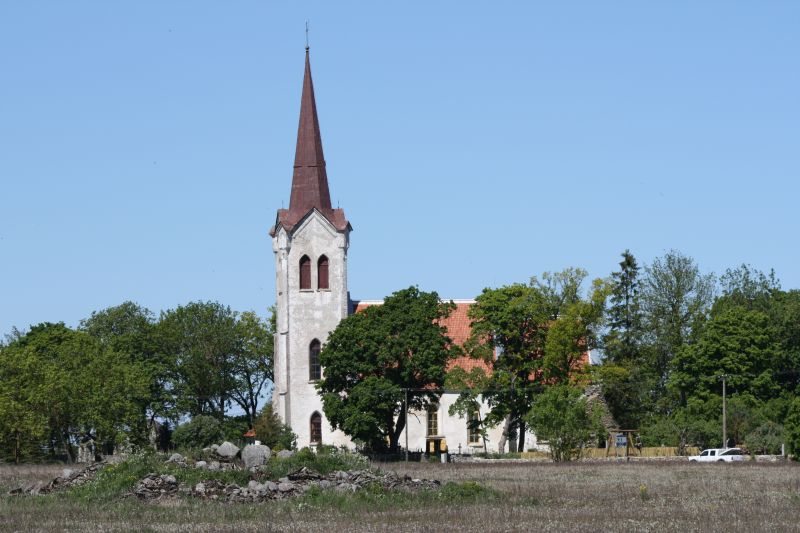
Vue de l'église du village

L'église a été bâtie au xive siècle et agrandie au xve siècle. Elle a été reconstruite en style néogothique, par l'architecte Friedrich Modi. De nouveaux vitraux, œuvre d'Andreï Lobanov, ont été installés en 2005.
La centrale électrique d'Iru est la plus grande d'Estonie.
Le village de Maardu a été mentionné en 1241 dans le Liber Census Daniæ et le domaine à la fin du XIVe siècle. Il fait partie des terres de la famille von Taube, à partir de 1529. Il est vendu au comte Lennart Torstenson en 1647, puis en 1663 au baron Fabian von Fersen (1626-1677). Lorsque la région passe sous souveraineté russe, après celle de la Suède, le domaine passe à la famille von Löwenvolde, puis à la famille von Bohn et enfin en 1717 à Peter von Brevern. Il reste dans la famille von Brevern, jusqu'aux lois de nationalisation d'octobre 1919. Le manoir du domaine est de style classique avec des éléments de style néoclassique, qualifié de style Empire, à l'époque de la Russie impériale. 
Le village de Saha est mentionné en 1241 dans le Liber Census Daniæ à l'époque où la contrée appartenait au Danemark, mais l'endroit a été peuplé depuis plus longtemps encore. Le village appartenait à l'abbaye de Sankt Brigitten à partir du XVe siècle. La chapelle médiévale se trouve à cinq cents mètres du village. Elle a été construite à la place d'une ancienne chapelle de bois datant de 1220 et détruite en 1223. Celle-ci date du début du XVe siècle. Elle ne possède pas de chœur, mais elle est remarquable de proportion. Une petite tour d'angle domine le côté du nord-ouest et possède un escalier en spirale. L'ensemble a été restauré en 1968-1971. Elle est dédiée à saint Nicolas.

## Personnalités
- Otto von Lilienfeld (1805-1896), seigneur du domaine de Saage, juriste et président du consistoire luthérien du gouvernement d'Estland

## Localités de la commune
| Code | Nom            | Type                 | Population |
| ---- | -------------- | -------------------- | ---------- |
| 1367 | Aruaru         | village (küla)       | 64         |
| 1691 | Haapse         | village (küla)       | 78         |
| 1741 | Haljava        | village (küla)       | 163        |
| 2009 | Ihasalu        | village (küla)       | 100        |
| 2100 | Iru            | village (küla)       | 474        |
| 2234 | Jõelähtme küla | village (küla)       | 99         |
| 2248 | Jõesuu         | village (küla)       | 76         |
| 2299 | Jägala         | village (küla)       | 107        |
| 2301 | Jägala-Joa     | village (küla)       | 17         |
| 2452 | Kaberneeme     | village (küla)       | 131        |
| 2601 | Kallavere      | village (küla)       | 118        |
| 3296 | Koila          | village (küla)       | 18         |
| 3301 | Koipsi         | village (küla)       | 0          |
| 3385 | Koogi          | village (küla)       | 137        |
| 3471 | Kostiranna     | village (küla)       | 34         |
| 3472 | Kostivere      | petit bourg (alevik) | 765        |
| 3588 | Kullamäe       | village (küla)       | 7          |
| 4359 | Liivamäe       | village (küla)       | 385        |
| 4494 | Loo küla       | village (küla)       | 28         |
| 4496 | Loo            | petit bourg (alevik) | 2295       |
| 4704 | Maardu         | village (küla)       | 159        |
| 4776 | Manniva        | village (küla)       | 111        |
| 5389 | Neeme          | village (küla)       | 324        |
| 5400 | Nehatu         | village (küla)       | 34         |
| 5997 | Parasmäe       | village (küla)       | 64         |
| 6785 | Rammu          | village (küla)       | 3          |
| 6882 | Rebala         | village (küla)       | 158        |
| 7037 | Rohusi         | village (küla)       | 0          |
| 7141 | Ruu            | village (küla)       | 121        |
| 7335 | Saha           | village (küla)       | 143        |
| 7405 | Sambu          | village (küla)       | 25         |
| 7498 | Saviranna      | village (küla)       | 102        |
| 8783 | Uusküla        | village (küla)       | 460        |
| 9041 | Vandjala       | village (küla)       | 56         |
| 9491 | Võerdla        | village (küla)       | 11         |
| 9838 | Ülgase         | village (küla)       | 105        |

## Galerie

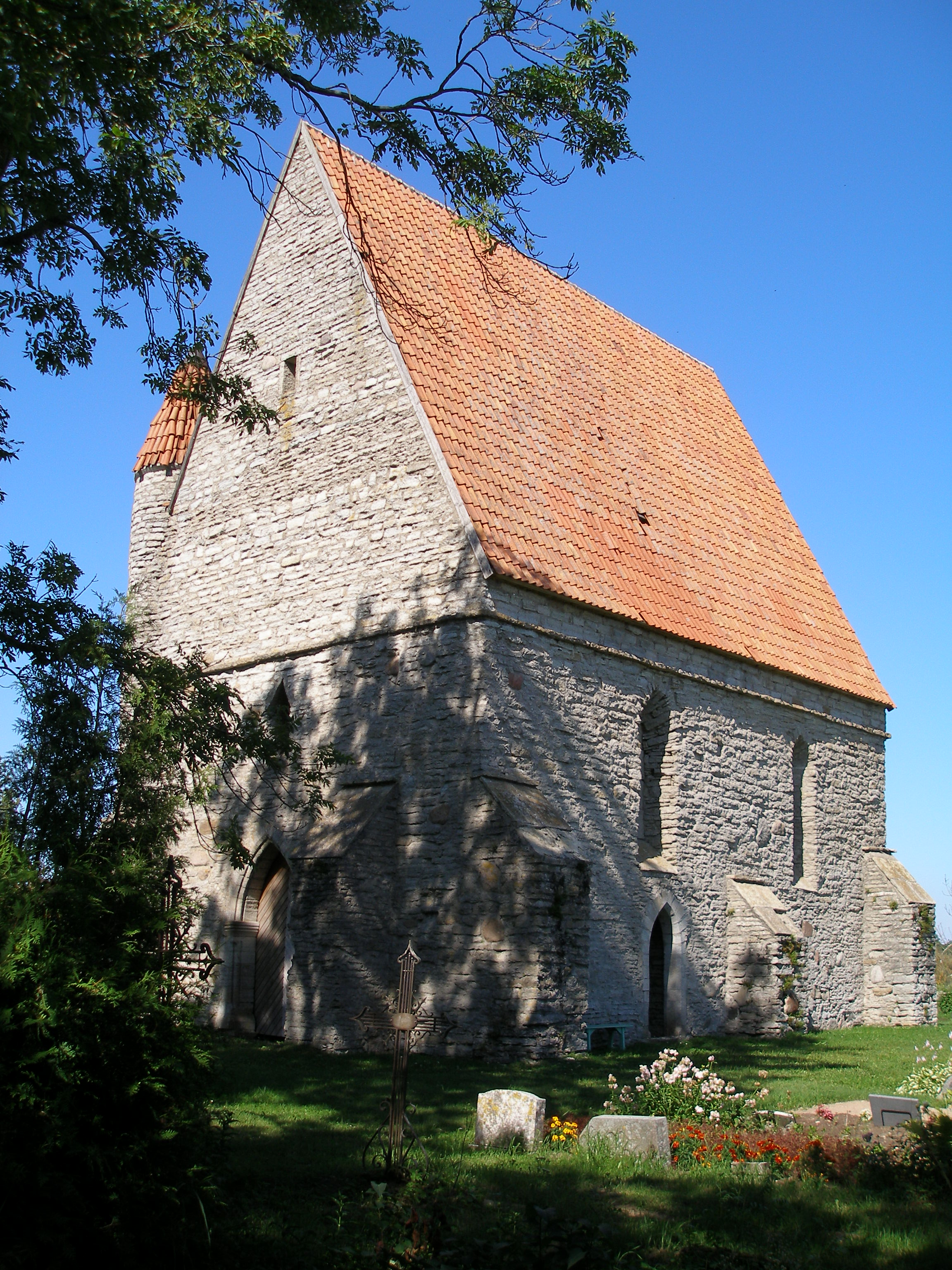
Saha
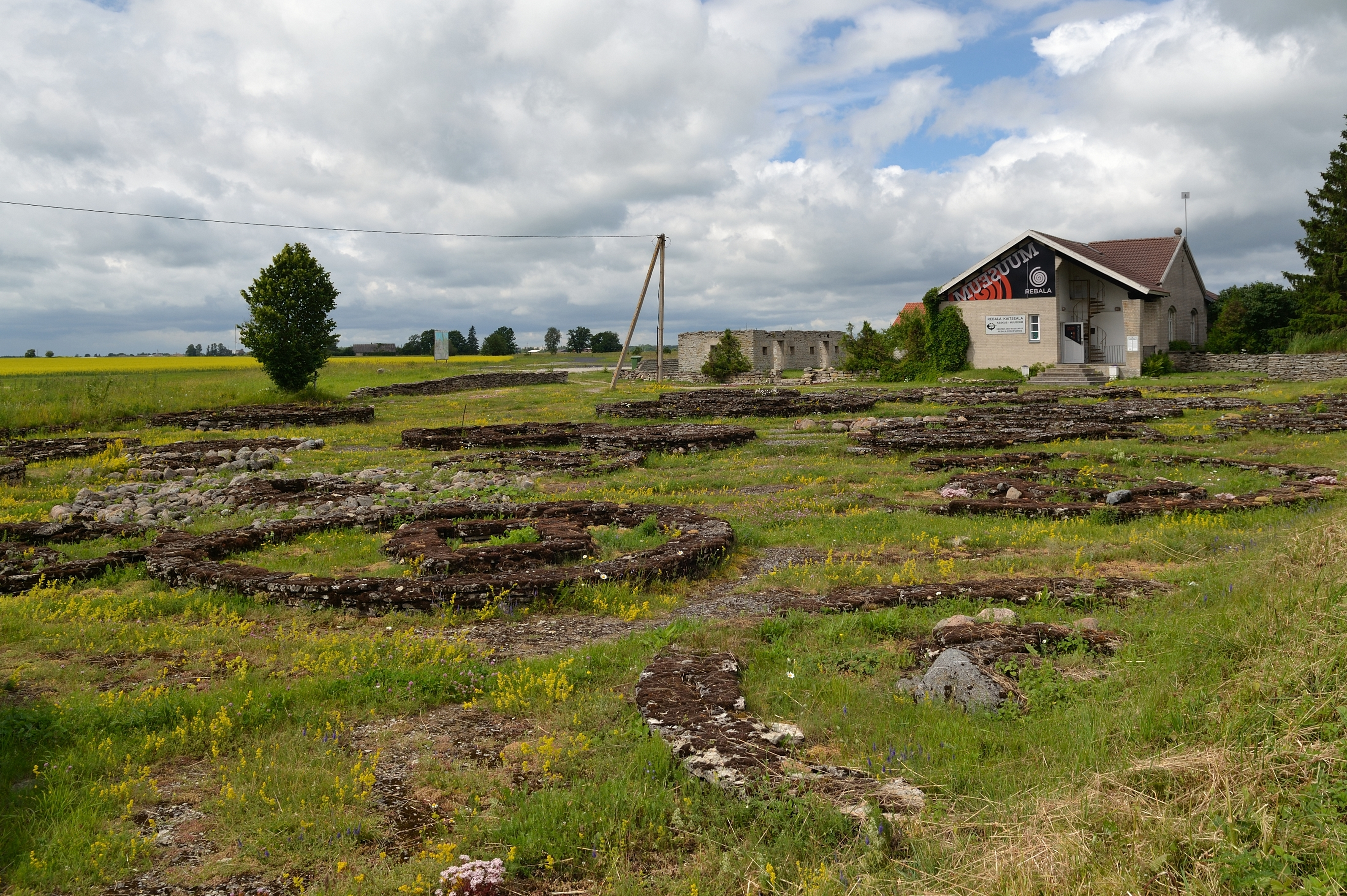
Rebala
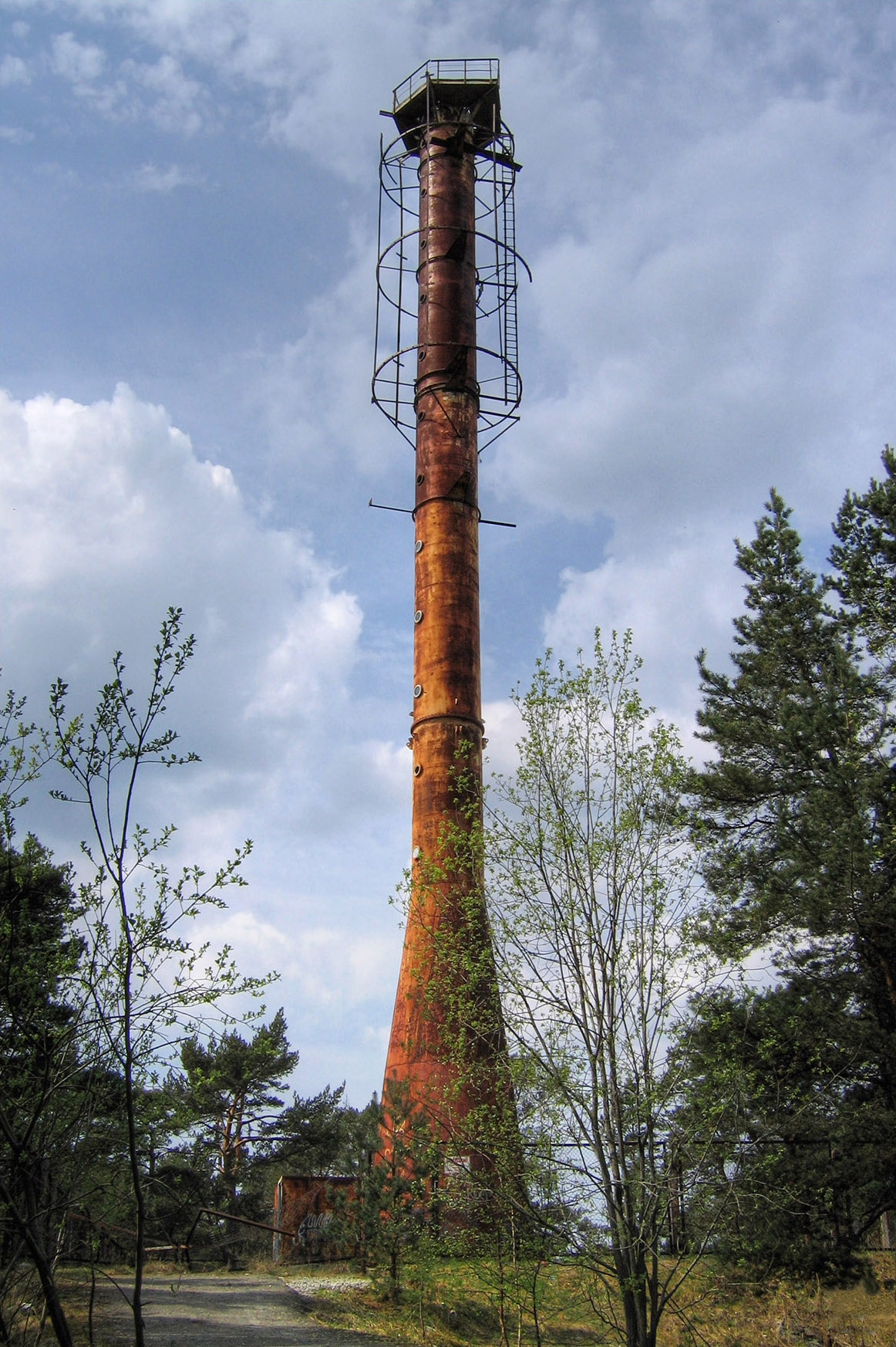
Ihasalu
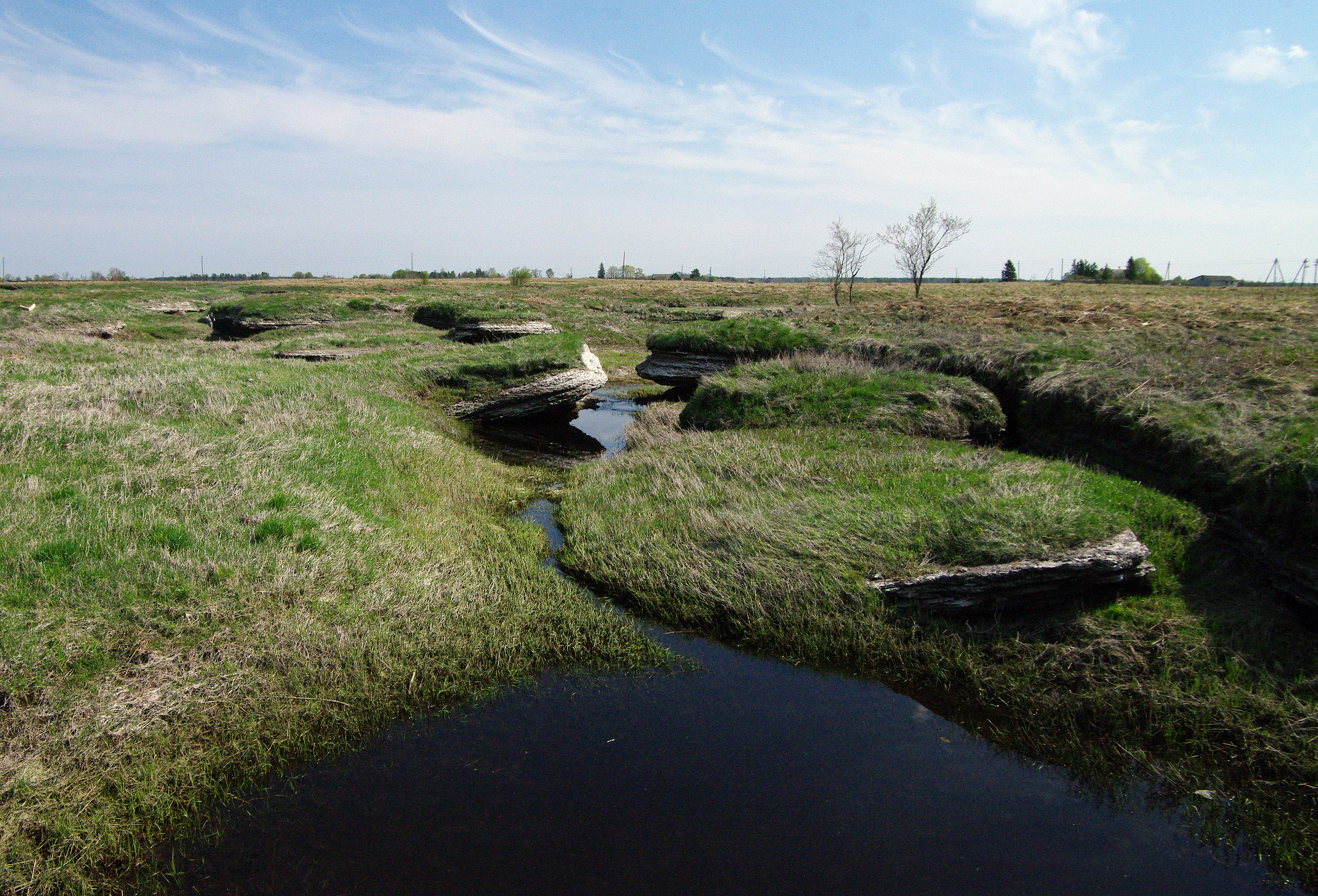
Kostivere
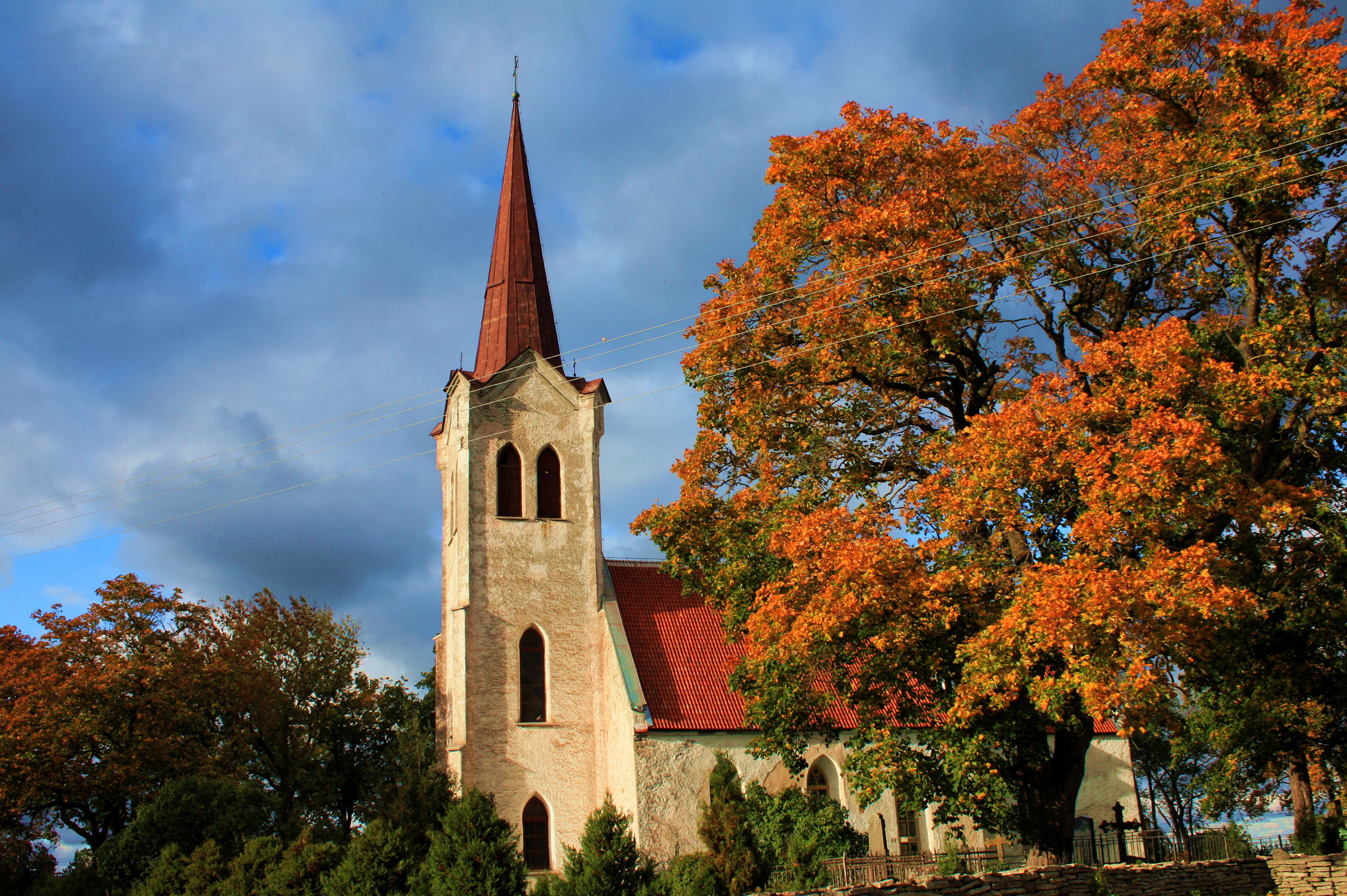
Jõelähtme

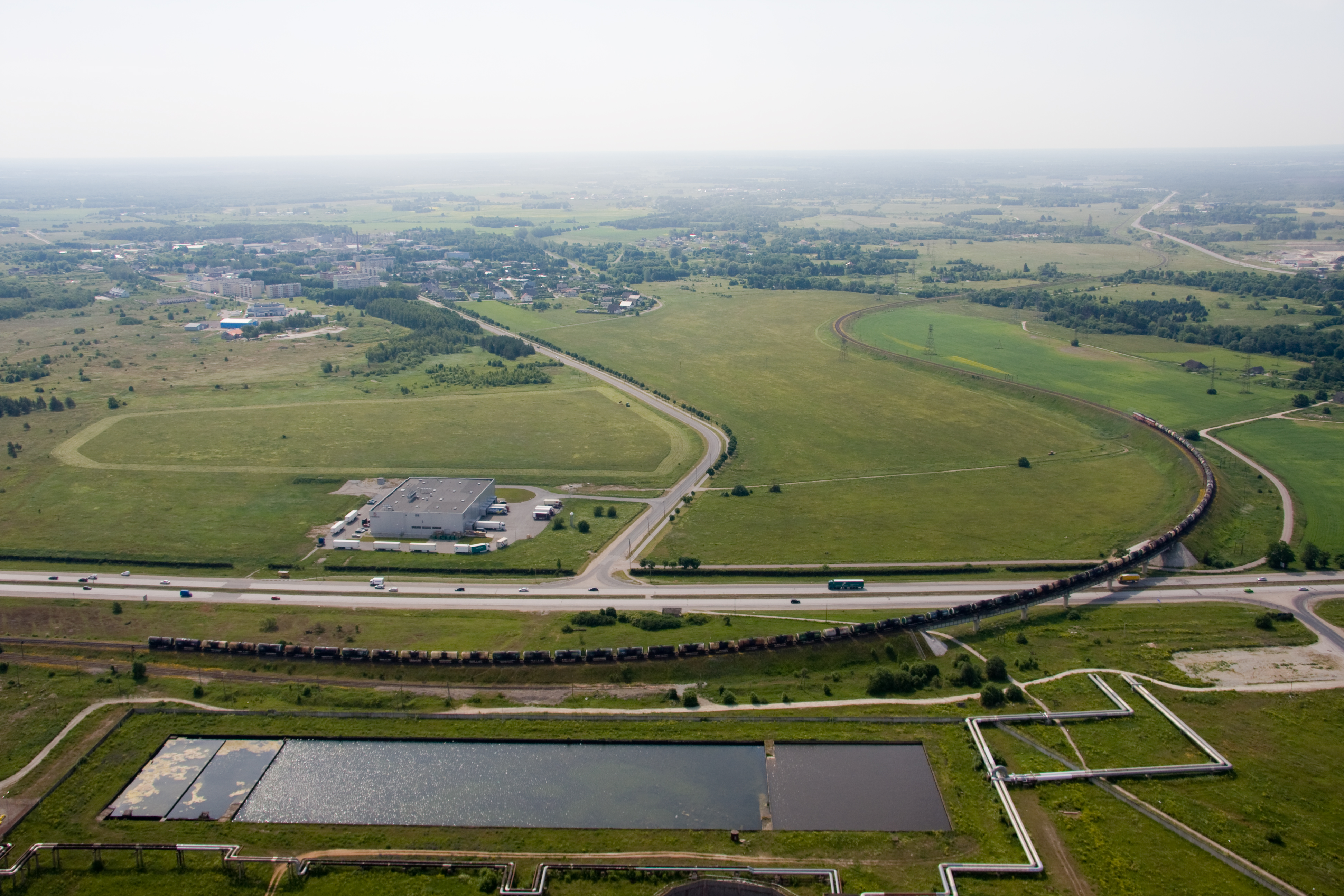
Lagedi, Muuga
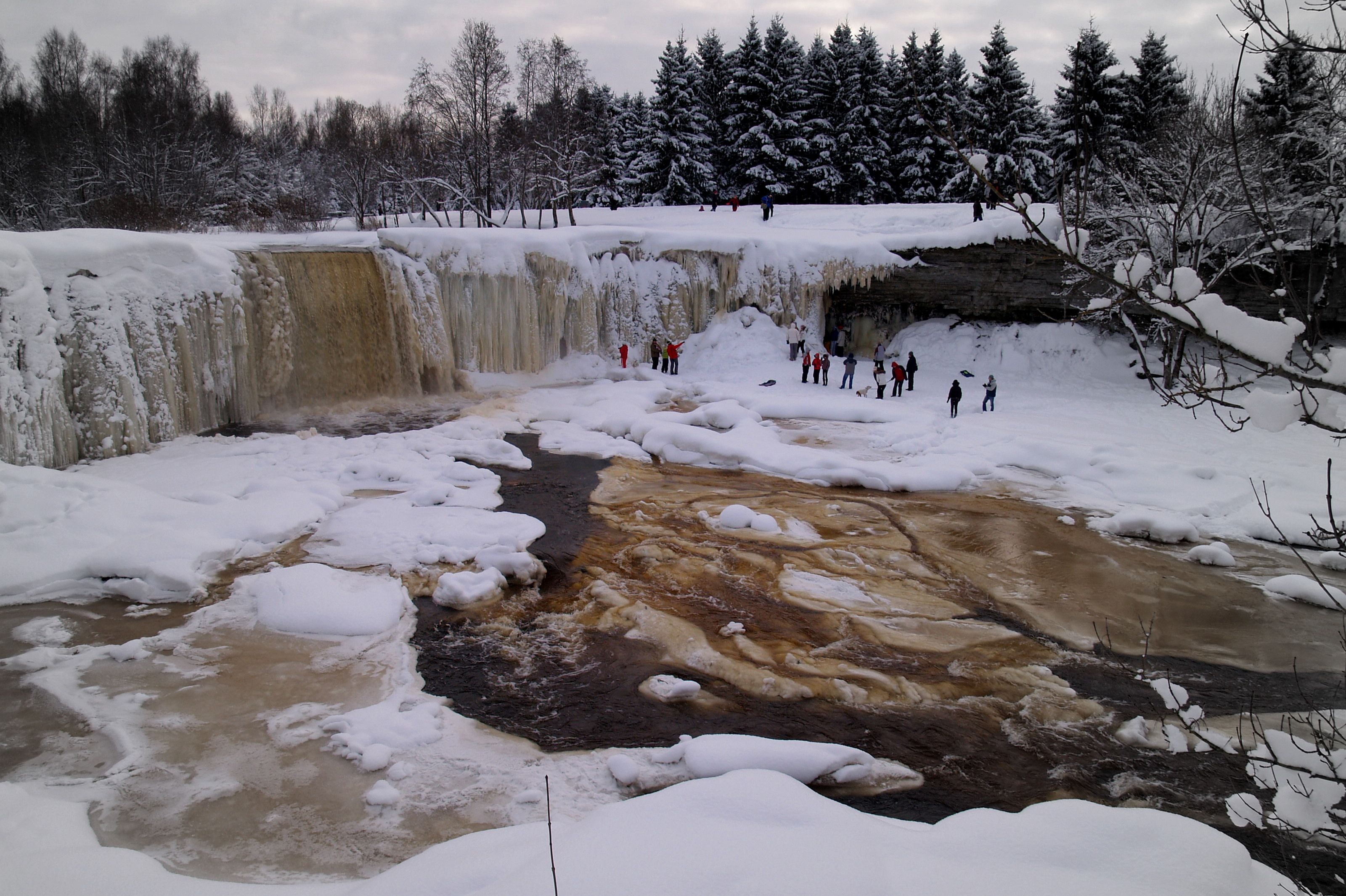
Jägala
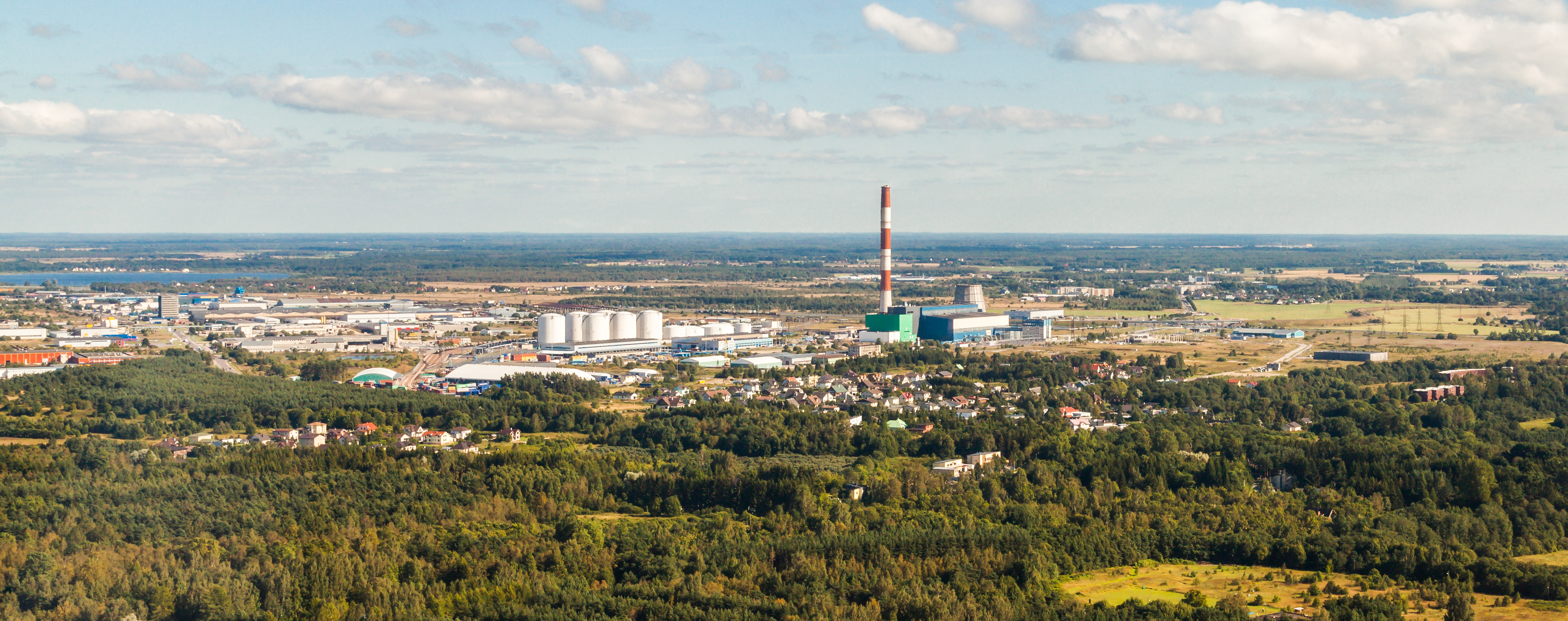
Centrale électrique d'Iru
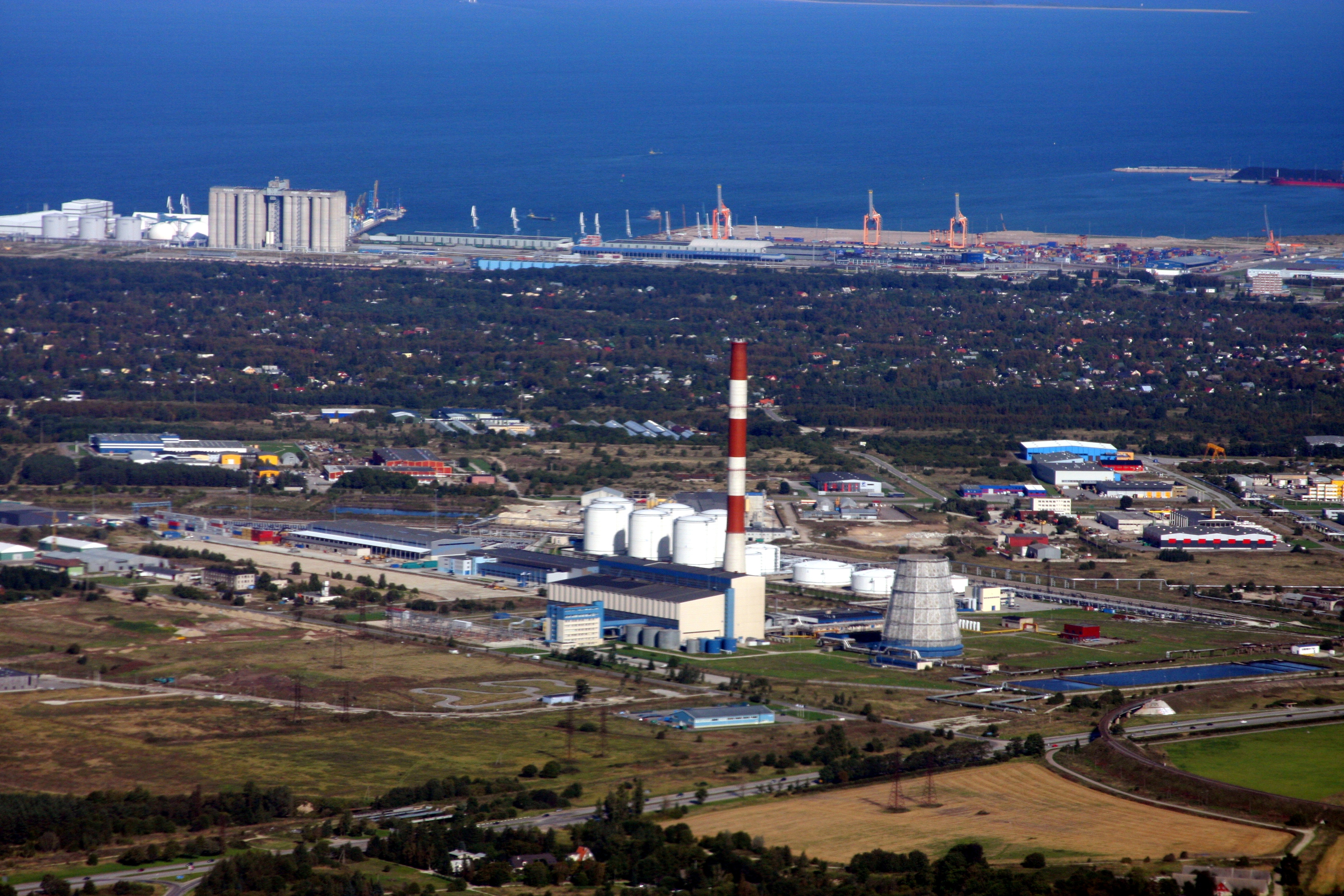
Centrale électrique d'Iru